# Хома Хилс (Вајоминг)
Хома Хилс (енгл. Homa Hills) насељено је место без административног статуса у америчкој савезној држави Вајоминг.

## Демографија
По попису из 2010. године број становника је 278, што је 64 (29,9%) становника више него 2000. године.
| Група             | 2000.       | 2010.       |
| Белци             | 198 (92,5%) | 272 (97,8%) |
| Афроамериканци    | 0 (0,0%)    | 3 (1,1%)    |
| Азијати           | 1 (0,5%)    | 1 (0,4%)    |
| Хиспаноамериканци | 4 (1,9%)    | 2 (0,7%)    |
| Укупно            | 214         | 278         |